# Big Nose Freaks Out
Big Nose Freaks Out is een videospel voor het platform Nintendo Entertainment System. Het spel werd uitgebracht in 1992.

## Ontvangst
| Beoordeeld door | Datum       | Score |
| --------------- | ----------- | ----- |
| NES Archives    | 1 juni 2001 | 83%   |